# Schüren (Meschede)
 Schüren  ist ein Stadtteil von Meschede im nordrhein-westfälischen Hochsauerlandkreis in Deutschland.
Der Ort liegt an der Landesstraße 914 und am Schürenbach etwa vier Kilometer südwestlich von Meschede zwischen Mülsborn im Norden und Büenfeld im Süden. Am 31. Dezember 2023 hatte Schüren 42 Einwohner.

## Geschichte
Im Schatzungsregister von 1543 sind vier Schürener Höfe genannt. 1595 erbaute man das Gutshaus Greve. Die Ortschaft war bis 1842 Stammsitz der Adelsfamilie von Kleinsorgen. Nach dem Erwerb von Gut Blessenohl verlegt Maximilian von Kleinsorgen seinen Wohnsitz von Schüren nach Blessenohl. Im Jahr 1896 wurden die zum Gut Kleinsorgen gehörenden Arbeitsdoppelhäuser abgerissen.
Im Ersten Weltkrieg zog man 1914 bei der Mobilmachung neun Männer aus Schüren ein. 1932 entstand der heutige Flugplatz Meschede-Schüren. Am 22. Juli 1932 wurde der Luftfahrtverein Sauerland gegründet, der bereits zu Pfingsten des Folgejahres 1933 einen Großflugtag veranstaltete. Zwei Jahre später eröffnete die erste Poststelle auf dem Gehöft Gast.
1946 übernahm der Caritasverband die Bauten der Segelflugschule und richtete dort ein Kinder- und Jugendheim ein. Die Kapelle auf dem Flugplatz wurde im Jahr 1970 geschlossen.
Seit 2017 befindet sich auf Gut Greve die Kommune Gut Möglich.

## Söhne und Töchter des Ortes
- Karl von Kleinsorgen (1829–1889), Politiker, Mitglied des preußischen Abgeordnetenhauses und des Norddeutschen Reichstages
- Adolf von Kleinsorgen (1834–1903), Jurist und Mitglied des Deutschen Reichstags